# Campeonato Mundial de Patinaje Artístico sobre Hielo de 2005
El XCV Campeonato Mundial de Patinaje Artístico sobre Hielo se realizó en Moscú (Rusia) entre el 14 y el 20 de marzo de 2005. Fue organizado por la Unión Internacional de Patinaje sobre Hielo (ISU) y la Federación Rusa de Patinaje Artístico. 
Las competiciones se efectuaron en el Palacio de Deportes Luzhniki. Participaron en total 187 patinadores de 43 países.

## Resultados

### Masculino
| Puesto | Nombre           | País           | Puntos |
| ------ | ---------------- | -------------- | ------ |
| Oro    | Stéphane Lambiel | Suiza          | 262,46 |
| Plata  | Jeffrey Buttle   | Canadá         | 245,69 |
| Bronce | Evan Lysacek     | Estados Unidos | 239,29 |

### Femenino
| Puesto | Nombre           | País           | Puntos |
| ------ | ---------------- | -------------- | ------ |
| Oro    | Irina Slutskaya  | Rusia          | 222,71 |
| Plata  | Sasha Cohen      | Estados Unidos | 214,39 |
| Bronce | Carolina Kostner | Italia         | 200,56 |

### Parejas
| Puesto | Nombre                             | País  | Puntos |
| ------ | ---------------------------------- | ----- | ------ |
| Oro    | Tatiana Totmianina / Maxim Marinin | Rusia | 198,49 |
| Plata  | Maria Petrova / Alexei Tikhonov    | Rusia | 188,21 |
| Bronce | Zhang Dan / Zhang Hao              | China | 180,22 |

### Danza en hielo
| Puesto | Nombre                            | País           | Puntos |
| ------ | --------------------------------- | -------------- | ------ |
| Oro    | Tatiana Navka / Roman Kostomarov  | Rusia          | 227,81 |
| Plata  | Tanith Belbin / Benjamin Agosto   | Estados Unidos | 221,26 |
| Bronce | Elena Grushina / Ruslan Goncharov | Ucrania        | 213,95 |

## Medallero
| Núm. | País           | Oro | Plata | Bronce | Total |
| ---- | -------------- | --- | ----- | ------ | ----- |
| 1    | Rusia          | 3   | 1     | 0      | 4     |
| 2    | Suiza          | 1   | 0     | 0      | 1     |
| 3    | Estados Unidos | 0   | 2     | 1      | 3     |
| 4    | Canadá         | 0   | 1     | 0      | 1     |
| 5    | China          | 0   | 0     | 1      | 1     |
| 5    | Italia         | 0   | 0     | 1      | 1     |
| 5    | Ucrania        | 0   | 0     | 1      | 1     |
|      | TOTAL          | 4   | 4     | 4      | 12    |

| Predecesor: Alemania 2004 | Campeonato Mundial de Patinaje Artístico sobre Hielo 2005 | Sucesor: Alemania 2006 |

- Datos: Q1319234
- Multimedia: 2005 World Figure Skating Championships / Q1319234